# Drevni Egipat
Drevni Egipat bila je drevna civilizacija u sjeveroistočnoj Africi, smještena uz rijeku Nil što je danas moderna država Egipat. Egipatska civilizacija je srasla oko 3150. godine prije Krista (prema konvencionalnoj egipatskoj kronologiji) zajedno s političkim ujedinjenjem Gornjeg i Donjeg Egipta pod prvim faraonom. Povijest drevnog Egipta događala se u nizu stabilnih kraljevstva, odvojeni razdobljima relativne nestabilnosti poznatih kao srednja razdoblja: Staro kraljevstvo iz ranog brončanog doba, Srednje kraljevstvo iz srednjeg brončanog doba i Novo kraljevstvo iz kasnog brončanog doba. Egipat je dosegnuo vrhunac svoje snage tijekom Novog kraljevstva u razdoblju Ramesside, nakon čega su ušli u razdoblje polaganog opadanja. Egipat su napadale i osvajale mnoge strane sile (kao što su Libijci, Nubijci, Asirci, Babilonci, Perzijci i Makedonci) u Trećem prijelaznom, te u Kasnom razdoblju. U razdoblju nakon smrti Aleksandara Velikog, jedan od njegovih generala Ptolemej I. Soter, postavio je sebe kao novog vladara Egipta. Ptolemejsko kraljevstvo je vladalo Egiptom do 30. godine prije Krista, kada je pao pod vlast Rimskog Carstva i postao rimska provincija.
Uspjeh drevne egipatske civilizacije je došao dijelom iz njegove sposobnosti da se prilagodi uvjetima doline rijeke Nil. Predvidljive poplave i kontrolirano navodnjavanje plodne doline proizvelo je višak usjeva, koji su pokretali društveni razvoj i kulturu.

## Osnove
Egipat je transkontinentalna nacija smještena uglavnom u Sjevernoj Africi, sa Sinajskim poluotokom koji se nalazi u Aziji. Ima obalu na Sredozemnom moru,  Crvenom moru, Sueskom zaljevu i zaljevu Aqaba. Graniči s Libijom na zapadu, Sudanom na jugu, i Pojasom Gaze pod palestinskom upravom i Izraelom na istoku. Drevni Egipat je bio podijeljen na dvije države, poznate kao Gornji i Donji Egipat. Rijeka Nil teče prema sjeveru od južne točke do Sredozemnog mora. Nil, oko kojeg se okupila većina stanovništva Egipta, bio je žila kucavica egipatske kulture još od kamenog doba i kulture Naqada.
Područje oko Nila zvalo se Kemet ("crna zemlja"), ime je dobila po tamnoj zemlji nanesenu poplavnim vodama Nila. Pustinja je imala ime Dešret ("crvena zemlja") 
Nomadski lovci-sakupljači počeli su živjeti uzduž Nila tijekom pleistocena. Tragovi tih ranih ljudi javljaju se u obliku rukotvorina uzduž nilskih terasa i u oazama. Do oko 6000 pr. Kr. u dolini Nila se javilo organizirano ratarstvo i velike građevine.

## Narod
Postoje mnoge teorije o porijeklu ranih Egipćana, ta je tema još uvijek protkana proturječnostima.
Egipatsko društvo bilo je spoj naroda sjevera i sjeverozapada Afrike s narodima jugozapadne Azije. Nedavna istraživanja genetičara potvrđuju ovu teoriju, ali rasprave o toj temi još uvijek traju.
Egipatska kultura bila je izuzetno stabilna i mijenjala se vrlo malo kroz razdoblje od gotovo 3000 godina. To uključuje religiju, običaje, umjetničko izražavanje, arhitekturu i društvenu strukturu.
Povijest drevnog Egipta zapravo počinje s Egiptom kao ujedinjenom državom, što se dogodilo oko 3000 pr. Kr. Narmer, koji je ujedinio Gornji i Donji Egipat, bio je prvi faraon; iako arheološki dokazi pokazuju da je razvijeno egipatsko društvo postojalo i znatno prije toga: Preddinastijski Egipat.
U 10. tisućljeću pr. Kr. uzduž Nila kulturu uzgajivača žitarica koji su koristili najraniji oblik srpova, zamijenila je kultura lovaca, ribara i lovaca-sakupljača koji su koristili kamena oruđa. Postoje i dokazi o ljudskim prebivalištima u jugozapadnom dijelu Egipta, blizu granice sa Sudanom, prije 8000. pr. Kr. Klimatske promjene i/ili pretjerana ispaša oko 8000. pr. Kr. počele su isušivati egipatske pašnjake, s vremenom oblikujući Saharu oko 2500. pr. Kr., pa su rana plemena selila prema Nilu gdje su razvili sjedilačko gospodarstvo i centraliziranije društvo. Postoje dokazi pastoralizma i uzgoja žitarica u istočnoj Sahari u 7. tisućljeću pr. Kr. do 6000. pr. Kr. stari su uzgajali stoku i gradili velike građevine. Gradnja uz pomoć žbuke bila je u upotrebi od 4000. pr. Kr.
Arheolozi često izlaze s različitim kronologijama drevnog Egipta, također će se često naći u istom radu navedeno više alternativnih kronologija. Iz ovog razloga može biti razlika između datuma koji su prikazani ovdje, i onih u ostalim člancima. Isto tako, često postoji i više varijanti pisanja imena. Egiptolozi obično dijele povijest faraonske civilizacije koristeći raspored kojeg je izradio Maneton u svome djelu Aegyptaica. 

### Periodizacija razvoja Egipatske države
Egipatskom su državom u najvećem dijelu njezine duge prošlosti vladale razne vladarske obitelji koje nazivamo dinastijama. Dinastije su se izmjenjivale na vlasti u razdobljima jačanja pojedinih gradskih središta i stoga ih često nazivamo prema njihovim imenama. Tijekom četiri tisuće godina egipatske povijesti na vlasti se nalazilo više od 30 dinastija.
Razvoj egipatske civilizacije dijelimo na sljedeća razdoblja:
- Preddinastičko razdoblje
- Arhajsko razdoblje (I. i II. dinastija)
- Staro kraljevstvo (III. – VI. dinastija)
- Srednje kraljevstvo (VII. – XI. dinastija)
- II. međurazdoblje (XIII.. – XVII. dinastija)
- Novo kraljevstvo (XVII.. – XX. dinastija)
- III. međurazdoblje (XXI.. – XXV.)
- Saitsko razdoblje (XXVI. dinastija)
- Kasno razdoblje (XXVII.. – XXXI. dinastija)
- Helenistično razdoblje (XXXII. i XXXIII. dinastija)
- Rimsko razdoblje

### Oporezivanje
Egipatski su vladari nametnuli različite poreze svome narodu. Budući da u to doba nije bilo nikakvog poznatog oblika valute, porezi su plaćani "u naturi" (robom ili radom). Vezir je nadzirao porezni sustav kroz državne odjele. Ti su odjeli morali svakodnevno podnositi izvještaje o količini raspoložive robe, kao i kolike je se ubuduće očekuje. Porez je bio plaćan ovisno o zanatu ili dužnostima pojedinca. Zemljoposjednici su plaćali porez u žitu i ostalim proizvodima koje su uzgojili na svojoj zemlji. Obrtnici su plaćali u robi koju su proizvodili. Lovci i ribari plaćali su od onoga što je bilo ulovljeno u rijeci, močvari ili pustinji. Jedan član svakog kućanstva bio je obvezan platiti porez javnim radom, kopanjem kanala u radom u rudniku, nekoliko tjedana godišnje. No, bogatiji plemenitaši mogli su unajmiti siromašnijeg čovjeka da otplati njihov porez radom.

## Jezik
Jezik dr. pr. Kr.)
Zapisi iz ovog stadija javljaju se u drugom dijelu Novog kraljevstva (države), kojeg mnogi smatraju "Zlatnim dobom" drevne egipatske civilizacije. Postoji u velikom broju vjerskih i svjetovnih tekstova. Kasnoegipatski nije potpuno različit od srednjeegipatskog, budući da se mnogi "klasicizmi" javljaju u povijesnim i literarnim dokumentima u ovom razdoblju. Međutim, razlika između srednjeegipatskog i kasnoegipatskog veća je nego između srednjeegipatskog i staroegipatskog. Također bolje od srednjeegipatskog predstavlja jezik kojim se govorilo u Novom kraljevstvu i nadalje. Hijeroglifski pravopis dobio je, između kasnodinastijskog i Ptolomejskog razdoblja, golem broj novih slova (grafema)..
- Demotski egipatski (7. st. pr. Kr.-4. st.)
- Koptski (3.–17 st.)

### Pismo
Narmerova ploča dugo je bila najstariji poznati zapis hijeroglifima. Pronađena je tijekom iskapanja u Hierakonpolisu (današnji Kawm al-Ahmar) 1890-ih, a starost joj je određena na 3200. p.K. no novija istraživanja pokazuju da simboli na keramici iz Gerzeje, iz 4000. pr. Krista, sliče tradicionalnim hijeroglifskim oblicima. 1998. tim njemačkih arheologa pod vodstvom Guntera Dreyera je, na iskapanjima kod Abydosa, otkrio grobnicu koja je pripadala preddinastijskom vladaru. U njoj su pronašli tri stotine oznaka zapisanih proto-hijeroglifima, starost im je određena na oko 33. st. p.K.
Egiptolozi egipatsko pismo zovu egipatski hijeroglifi, oni su danas najstarije poznato pismo. Hijeroglifi su bili dijelom slogovni i dijelom slikovni. Hijeratski je kurzivna oblik egipatskih hijeroglifa akog razdoblja. Jednogrba deva, koja je prvo pripitomljena u Arabiji, u Egiptu se pojavljuje početkom 2. tisućljeća prije Krista.
Hram je bio središte naselja starog Egipta. Služio je kao gradska vijećnica, sveučilište, knjižnica, kao i za religijske funkcije.
Religiozna priroda egipatske civilizacije utjecala je na njen doprinos umjetnostima drevnog svijeta. Mnoga velika djela drevnog Egipta prikazuju bogove, božice i faraone, koji su također smatrani božanstvima. Umjetnost drevnog Egipta je općenito obilježena idejom reda. 
Mumije i piramide koje su pronađene i izgrađene izvan drevnog Egipta pokazuju utjecaj vjerovanja drevnog Egipta na druge pretpovijesne kulture. Jedan od načina širenja njihovog utjecaja bio je i put svile. Neke od država s kojima je drevni Egipat bio povezan bile su Nubija i Punt na jugu, Egejska kultura i drevna Grčka na sjeveru, Levant i druga područja na Bliskom Istoku, i Libija na zapadu.

## Egiptologija
Egiptologija je znanost koja proučava Drevni Egipat i egipatske starine te je regionalni i tematski ogranak širih znanstvenih displina drevne povijesti i arheologije. 
Znanstvenici koji se bave ovom disciplinom nazmoderne egiptologije smatra se godina 1822., kad je dešifriran sustav egipatskoga pisma - hijeroglifa.

## Poveznice
- Lexikon der Ägyptologie, Band I-V, Wiesbaden 1975.
- Uranić, Igor, Stari Egipat. Povijest, književnost i umjetnost drevnih Egipćana. Školska knjiga, Zagreb 2002. (drugo izdanje 2005.)
- Uranić, Igor, Životi Egipćana. Arheološki Muzej u Zagrebu, Zagreb 2014.